# عيزر ميتسيون
عيزر ميتسيون (بالعبرية: עזר מציון‏) (الترجمة الحرفية: مساعدة من صهيون) هي منظمة دعم صحي إسرائيلية تقدم مجموعة واسعة من خدمات الدعم الطبي والاجتماعي للمرضى والمعاقين وكبار السن في إسرائيل.

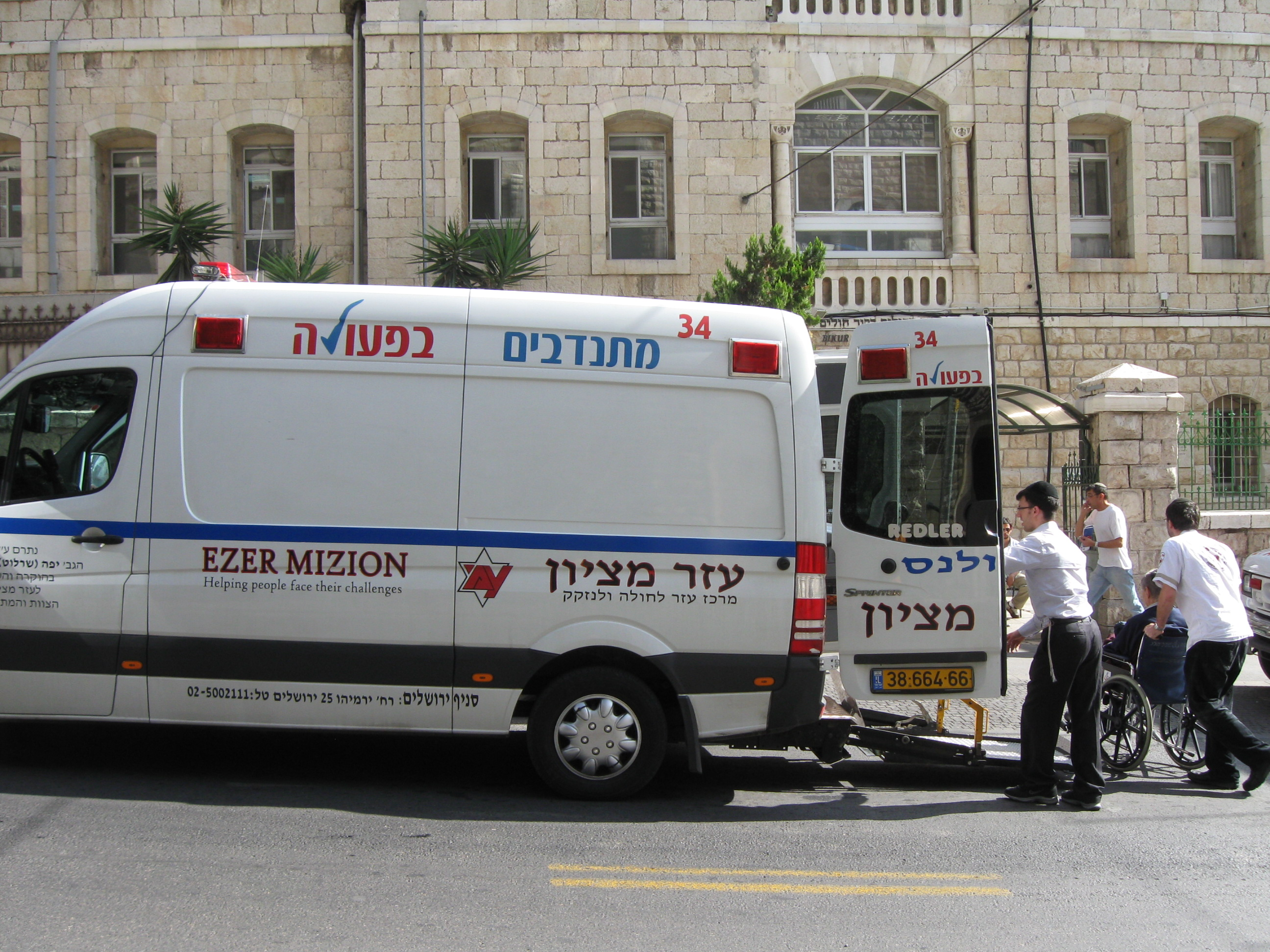
سيارة إسعاف تابعة لشركة "عيزر ميتسيون" تنقل مريضًا يستخدم كرسيًا متحركًا لإجراء فحصه الطبي في مستشفى بيكور حوليم، القدس.

## المشاريع
تأسست مؤسسة عيزر ميتسيون في عام 1979، وهي تدير أكبر سجل يهودي للتبرع بنخاع العظم في العالم. وقد تم توسيع هذا السجل بشكل كبير من قبل موتي وبراخا زيسر الذين أسسوا "بيت أورانيت"، وهو مركز لمرضى السرطان وعائلاتهم. كما أنها تدير برامج متخصصة للأطفال ذوي الاحتياجات الخاصة ومرضى السرطان وضحايا الإرهاب.
لدى عيزر ميتسيون فروع في جميع أنحاء إسرائيل. جميع خدماتها مجانية، ويبلغ عدد المتطوعين فيها أكثر من 10 آلاف متطوع على مستوى البلاد.

## الجوائز والتقديرات
في عام 2008، حصلت المنظمة على جائزة إسرائيل للإنجاز مدى الحياة والمساهمة الخاصة للمجتمع ودولة إسرائيل.  

## روابط خارجية
- الموقع الرسمي